# 小罗杰·希曼
小罗杰·希曼（英語：Roger Heman Jr，1932年3月28日—1989年11月13日），美国音频工程师。他曾赢得过1次奥斯卡最佳音响效果奖，并获得1次提名。他的父亲老罗杰·希曼也是一位音频工程师，并且因电影《紧急下潜》赢得过1次奥斯卡最佳视觉效果奖，此外还获得过4次奥斯卡提名。
小希曼57岁时因罹患肺癌过世。他还有1个妻子与7个孩子。

## 部分影视作品
小希曼赢得过1次奥斯卡奖，并获得过1次提名。
获奖
- 大白鲨 (1975)[2]

提名
- 矿工的女儿（英语：Coal Miner's Daughter (film)） (1980)[3]